# Српски дизајн
Српски дизајн односи се на укупно стваралаштво српских дизајнера. Дизајн у Срба у континуитету прати и придржава се токова светске културе.

## Историја
Први српски дизајнер, у данашњем смислу термина, био је сликар и декоратер Драгиша Милутиновић (1843—1900). Његов стил противио се тада популарној сецесији и стварао је у више уметничких области.
Нарочито запажени уметнички резултати постигнути су у области плаката. Посебно су се истицали радови Михаила Петрова, Матеје Зламалика и Драгослава Сојановића-Сипа, који су поставили темеље дисциплини. У наредној генерацији ствараоца, запажене резултате постигли су Савета и Слободан Машић. Они су за свој рад добили златну медаљу на међународном бијеналу графике у Брну 1978. године.
Дизајн у другој Југославији кретао се од соцреализма, преко бахауса и других тадашњих трендова у европском дизајну.
Дизајн амбалаже афирмисали су Матеја Радичија и Биљана Ракић. Радичија је освојио прву награду на конкурсу у Падови док је Ракићева освојила златну медаљу за дизајн на светском салону иновација Еурека 91 у Бриселу.
Дела из појединих области графичког дизајна Едуарда Чеховине, Радомира Вуковића, Александра Пајванчића и Милоша Ћирића објављена су у многим светским едицијама.
Индустријски дизајн се појављује и развија након Другог светског рата.
У одевној индустрији истакнут је рад Анђелке Слијепчевић, Мирјане Марић, Роксанде Илинчић.
Српски уметници своје радове из области дизајна традиционално представљају на Октобарском салону у Београду и годишњој изложби Удружења ликовних уметника примењених уметности и дизјна Србија, на сајамским приредбама и самосталним изложбама.
Школовање из области дизајна се у Републици Србија врши у оквиру Школе за дизајн у Београду, Школе за дизајн текстила, Факултета примењених уметности Универзитета Уметности и Факултеат за уметност и дизајн Мегатренд универзитета.